# Yesterday/Act Naturally
Yesterday/Act Naturally è un singolo discografico del gruppo britannico The Beatles, pubblicato nel 1965. Venne pubblicato negli Stati Uniti ma non nel Regno Unito.

## Tracce
Testi e musiche di John Lennon e Paul McCartney.
1. Yesterday – 2:04
2. Act Naturally – 2:28

## Formazione
- Ringo Starr: voce, batteria
- Paul McCartney: seconda voce, basso elettrico
- George Harrison: chitarra solista
- John Lennon: chitarra ritmica acustica[3]

A Ringo Starr sono state accreditate, in alcuni casi, anche le bacchette; a Harrison il raddoppio della chitarra solista.